# Sué
Sué, Xué, Sua, Zuhe o Suhé era el dios del sol en la religión de los muiscas. Estaba casado con la diosa de la Luna Chía. Los Muiscas y su confederación fueron una cultura que se desarrolló en la denominada área intermedia, que comprende desde el norte de Honduras y Costa Rica hasta el centro de Colombia, más específicamente en el Altiplano cundiboyacense y el departamento de Santander. Tanto el Sol(Sué) como la lluvia, personificado por Chibchacum, fueron muy importantes para la cosmogonía y modo de vida de los antiguos muiscas.
"Sué" también es un término central en la cosmología y mitología de los pueblos que hablan lenguas chibchas, como los muiscas, los guanes, los taironas y otros grupos étnicos que habitan en Colombia, Venezuela y otros países de la región andina. Para los muiscas, en particular, "Sué" se refería al mundo, a la creación en su conjunto, y a la tierra como elemento fundamental de la vida y la existencia humana. Según la cosmovisión muisca, el mundo estaba dividido en varios niveles, cada uno habitado por seres divinos y espirituales que eran responsables de mantener el equilibrio y la armonía entre los diferentes elementos de la naturaleza.

## Descripción

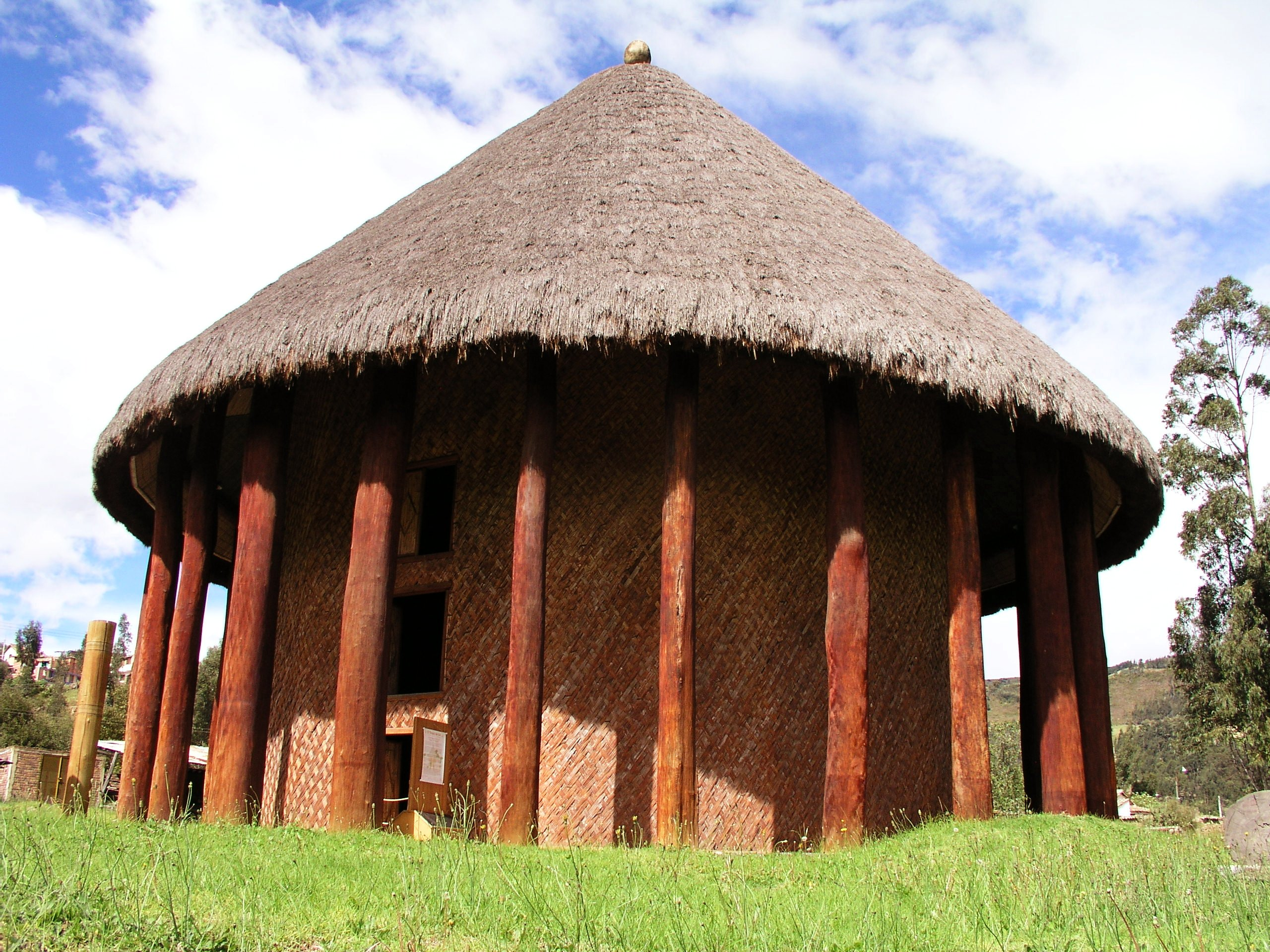
Reconstrucción del Templo de Sol, sitio de adoración a SuéArcheology Museo Sogamoso

Después de la creación de ligero y el mundo por Chiminigagua creó a Chía y Sué para representar a la Luna y al Sol, respectivamente. El conquistador español Gonzalo Jiménez de Quesada escribió sobre los muiscas: "ellos tienen al Sol y a la Luna como creadores de todas las cosas y creen que están juntos como marido y mujer después de haber creado los concilios".
Mientras Chía estaba emparentada con los zipas de la Confederación Muisca del sur, Sué gobernaba los zaques del norte del territorio Muisca. También el cacique de Ramiriquí estaba relacionado con Sué.
Sué Era adorado en el Templo del Sol en Sugamuxi, actualmente se sabe que el templo principal de adoración estuvo en Sogamoso, Ciudad del Sol. Otros templos atribuidos a Sué se encontraban en Bacatá y Guatavita. El Templo de Sol original de Sogamoso fue destruido por antorchas de fuego por los  conquistadores españoles
En la fecha del solsticio de verano, los nobles muiscas iban en procesión a los templos donde hacían sacrificios para pedir bendiciones para las cosechas anuales. Ese día era celebrado con grandes festividades por la gente que pintaba sus cuerpos y bebían chicha (bebida alcohólica ancestral a base de maíz). También dedicaban tiempo de adoración a sus propias sombras, ya que creían que Sué les había dado su propio dios personal que llevaban consigo todo el día.
- Muisca
- Muisca Religión, Chía, Nencatacoa